# Renate Flottau
Renate Flottau (* 29. Dezember 1944) ist eine deutsche Journalistin.

## Leben
Renate Flottau volontierte bei der Fränkischen Landeszeitung und arbeitete danach für verschiedene Zeitungen und Zeitschriften. 1976 wechselte sie zum Fernsehen und wurde HR-Redakteurin für die Sendung Hessenschau.
Anfang der 1980er Jahre zog sie zusammen mit ihrem Mann Heiko Flottau, ebenfalls Journalist (Süddeutsche Zeitung), nach Belgrad. Das Paar trennte sich 1984, und während ihr Mann als Korrespondent nach Kairo weiterzog, blieb Flottau in Belgrad. Sie arbeitete zunächst als Jugoslawien-Korrespondentin für das ZDF, ab 1986 dann als Balkan-Korrespondentin für das Nachrichtenmagazin Der Spiegel.
Flottau traf als eine der wenigen westlichen Journalisten den saudi-arabischen Multimillionär Osama bin Laden. Im Kriegsjahr 1993 hatten bosnische Muslime Bin Laden einen Pass ausgestellt, er war damals vergleichsweise unbekannt und schwärmte vom bosnischen Freiheitskampf. Er besaß einen Pass des neuen Staates Bosnien-Herzegowina, ausgestellt von der Botschaft in Wien, und rühmte sich, internationale Kämpfer ins Krisengebiet zu schmuggeln – der Spiegel berichtete erst mit acht Jahren Verspätung über die Begegnung. Was der Spiegel nicht berichtete, aber die Belgrader Zeitung Politika nach einem Gespräch mit Flottau: Die Zusammentreffen 1993/94 mit Bin Laden fanden in Sarajevo im Präsidentenpalast des Präsidenten Alija Izetbegović statt. Das 3. Korps der bosnisch-muslimischen Armee mit Namen „Mudschahid“ bestand aus 5.000 arabischen Gotteskriegern, die im Sudan ausgebildet wurden, doch militärisch wurden die „Mudschahedin“ von den USA unterstützt, die Gelder dafür kamen via Österreich. Bin Laden koordinierte die US-Angriffe.
Flottau lebt heute in Belgrad.

## Preise und Auszeichnungen
- 1998 Rudolf-Vogel-Medaille der Südosteuropa-Gesellschaft in Anerkennung der Verdienste um die Erweiterung der Kenntnis über Südosteuropa[3]
- 1999 Dritter Preis des Prix Bayeux-Calvados des Correspondants de Guerre für Kriegsberichterstatter für ihre Arbeit Mit Rugova, der Geisel von Milosevic, in Pristina, Der Spiegel[4]
- 2000 Egon-Erwin-Kisch-Preis für das Kosovo-Tagebuch, Der Spiegel[5]
- 2001 Zweiter Preis für die Freiheit und Zukunft der Medien für ihre journalistische Arbeit im Balkan-Konflikt[6]